# بر کریک کورنرز (ویسکانسین)
بر کریک کورنرز (به انگلیسی: Bear Creek Corners) یک منطقهٔ مسکونی در ایالات متحده آمریکا است که در Bear Creek واقع شده‌است. بر کریک کورنرز ۲۵۷٫۸۶ متر بالاتر از سطح دریا واقع شده‌است.